# Ludwig von Reuter
Ludwig von Reuter (9 de febrero de 1869 - 18 de diciembre de 1943) fue un Almirante alemán durante la Primera Guerra Mundial, que comandaba la Flota de Alta Mar de la Armada Imperial Alemana cuando esta fue internada en Scapa Flow al final de la guerra. El 21 de junio de 1919 ordenó echar a pique la flota para evitar que los británicos o sus aliados se apoderaran de los buques.

## Servicio
Von Reuter nació en Guben (Brandeburgo), en el seno de una familia de militares prusianos. Cuando comenzó la Primera Guerra Mundial, era capitán de navío, al mando del crucero de batalla SMS Derfflinger, el cual comandó durante la Batalla de Dogger Bank. En septiembre de 1915 ascendió a comodoro y se le dio el mando del IV Grupo de Exploración, con cinco cruceros ligeros bajo su mando, con los que participó en la batalla de Jutlandia. Ascendido a contraalmirante, fue puesto al mando del II Grupo de Reconocimiento, una flota de seis cruceros ligeros, al frente de la cual comandó la acción que dio lugar en noviembre de 1917 a la segunda batalla de Heligoland, donde enfrentado al ataque por sorpresa de una flotilla numéricamente superior de navíos británicos,  dirigió exitosamente la retirada bajo el fuego enemigo hasta alcanzar la protección de los acorazados SMS Kaiser y SMS Kaiserin.
Tras el armisticio al final de la contienda, se ordenó al almirante von Reuter que mandara de la flota para ser internada en Scapa Flow hasta que se decidiera sobre su destino en el Tratado de Versalles. El almirante Franz von Hipper, comandante en jefe de la Flota de Alta Mar, había rehusado llevar sus buques al internamiento.
Antes de que la delegación alemana firmara el tratado de Versalles, von Reuter previó que sus buques serían repartidos entre los victoriosos aliados. Para evitarlo, ordenó que los 74 buques fueran echados a pique el 21 de junio de 1919, usando una inusual bandera de señales acordada previamente (una referencia a una canción estudiantil alemana en la que se pide más líquido). Sin que los británicos lo supieran, todos los buques se habían preparado para esta acción. En apenas cinco horas, 10 acorazados, 5 cruceros de batalla, 5 cruceros ligeros y 44 destructores se hundieron en Scapa Flow. El acorazado SMS Baden, los cuatro cruceros ligeros SMS Emden, SMS Nürnberg, SMS Frankfurt y SMS Bremen y 14 destructores fueron embarrancados por personal británico en aguas poco profundas cuando pudieron intervenir. Únicamente cuatro destructores permanecieron a flote. Nueve alemanes resultaron muertos por los británicos, incluido el capitán del SMS Markgraf, en un intento de hacerles retornar a los buques que abandonaban en botes salvavidas.
Von Reuter fue vilipendiado en Gran Bretaña, y hecho prisionero de guerra junto con los otros 1773 oficiales y tripulantes que componían las tripulaciones reducidas de los buques. En Alemania, se alabó su acción y fue tratado como un héroe que había protegido el honor de la flota al evitar que esta fuera entregada al enemigo. Se retiró del servicio activo y de la vida pública. En agosto de 1939 se le nombró chargierter admiral (es decir, se le promovió al rango de almirante a título honorífico, en reconocimiento a los servicios prestados a lo largo de su vida). Falleció en Potsdam en 1943.